# Holderbach (Katzenbach)
Der Holderbach (im Unterlauf Dorfbach Affoltern) ist ein 3,8 Kilometer langer rechter Zufluss des Katzenbachs in der Stadt Zürich. Er entspringt im Zürcher Quartier Höngg, durchfliesst am Hönggerberg ein Tobel (früher Hintertobel genannt) und durchquert das Quartier Affoltern, ehe er in den Oberlauf des Katzenbachs mündet. Der Bach entwässert dabei grosse Teile des Hönggerbergs und den Westhang des Käferbergs.

## Geographie

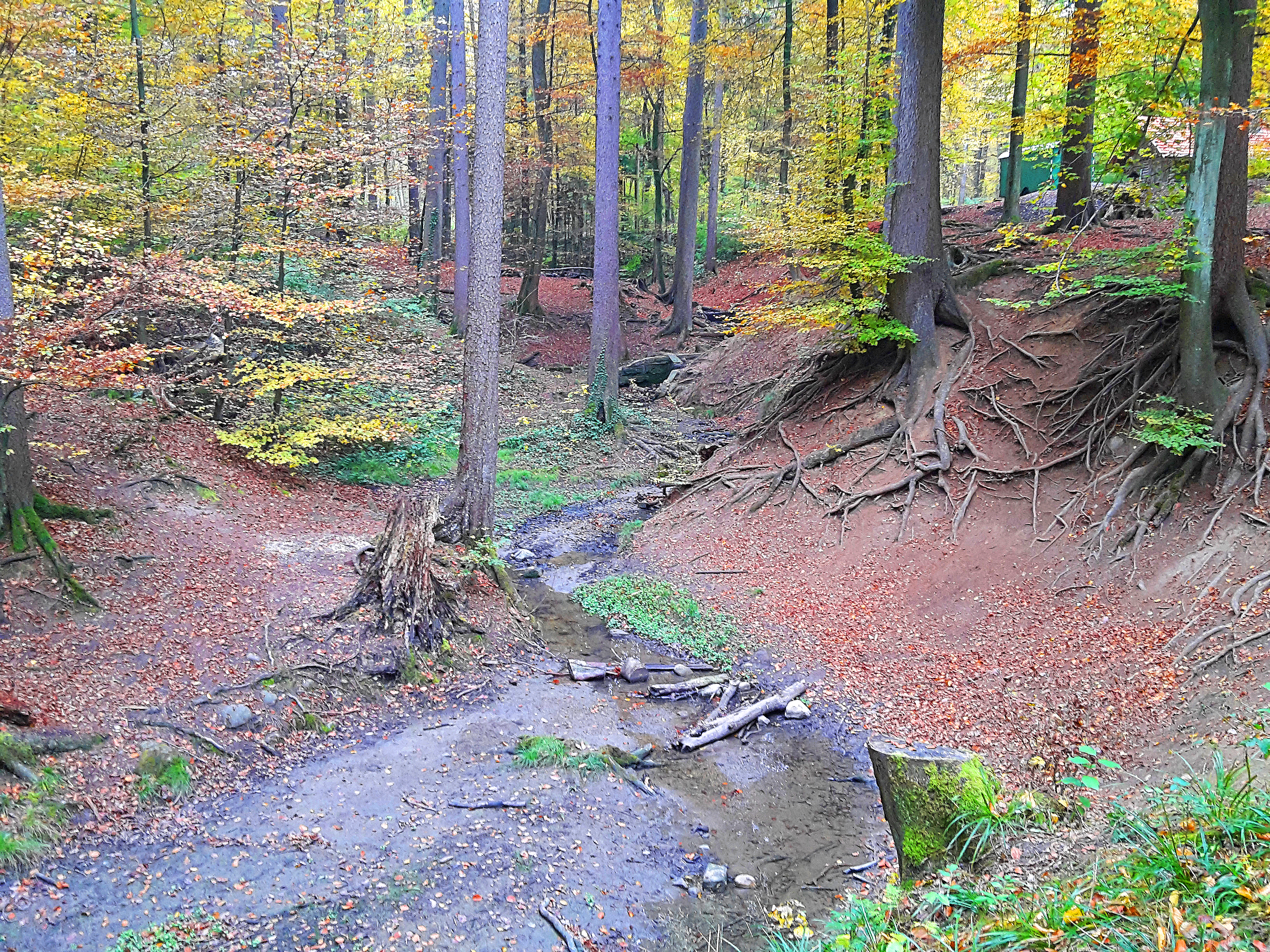
Holderbach im oberen Teil des Tobels

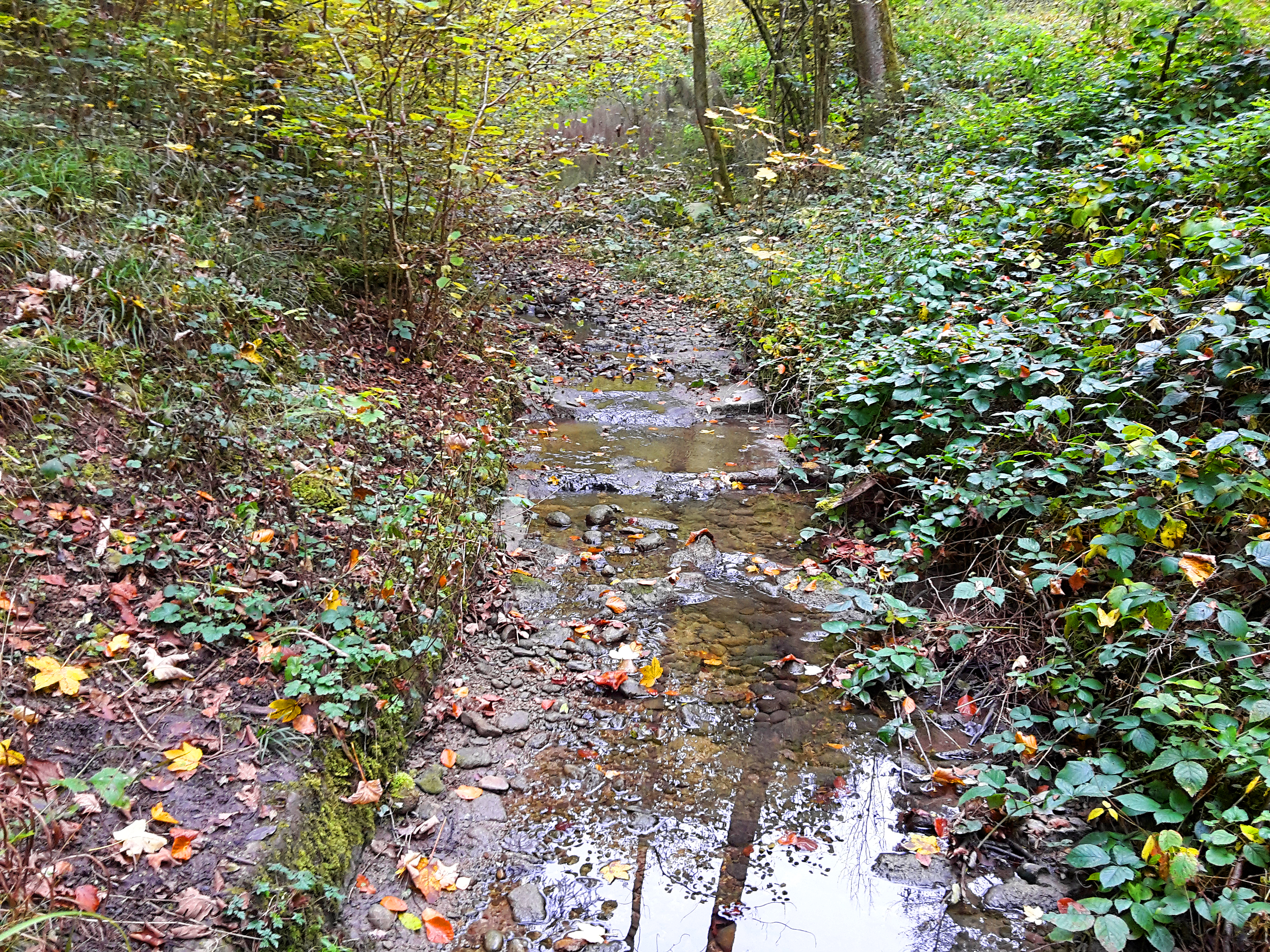
Abschnitt mit Ufermauern im mittleren Teil des Tobels

### Verlauf
Der Holderbach entspringt unter einer Strasse beim Sport- und Schiessplatz Hönggerberg am Südwesthang des gleichnamigen Berges auf 526 m ü. M. Die ersten etwa 540 Meter verläuft er eingedolt dem Waldrand entlang vorwiegend ostwärts Richtung Campus der ETH Zürich. Kurz vor diesem, bei der Einmündung des Rohrgrabens von rechts, wendet er sich gegen Nordwesten und tritt erstmals an die Oberfläche. Er durchfliesst nun Waldgebiet und bildet nach der Einmündung des Mittelwaldbachs von links ein Tobel, welches zunehmend steiler wird und sich leicht ins Siedlungsgebiet von Affoltern hineinzieht. Das Tobel öffnet sich vor der Schauenbergstrasse wieder und der Bach wird am Ende des Holderbachwegs für rund 240 Meter wieder eingedolt. In diesem Abschnitt zweigt unter dem Zehntenhausplatz ein Hochwasserentlastungskanal ab, welcher bei der Alten Mühlackerstrasse wieder auf den Holderbach trifft. Nach diesem Platz verläuft der Bach dank Renaturierungsmassnahmen meist an der Oberfläche, nur kurze Abschnitte sind hier eingedolt. Das ändert sich mit erreichen der Alten Mühlackerstrasse, wo der Bach bei Unteraffoltern für rund 430 Meter wieder unter den Boden verlegt worden ist. Danach durchfliesst er die Grütwisen parallel zur A4 und mündet schliesslich auf 437 m ü. M. von rechts in den Oberlauf des Katzenbachs.

### Einzugsgebiet
Das 2,33 Quadratkilometer grosse Einzugsgebiet erstreckt sich von der Mündung des Holderbachs auf 437 m ü. M. bis zum 582 m ü. M. hohen Waidberg, dem höhere Nebengipfel des Käferbergs. Die durchschnittliche Höhe beträgt 498 m ü. M. Das Gebiet setzt sich zusammen aus 53,5 % bebauter Fläche, 32,3 % naturnaher Fläche und Wald sowie 14,3 % landwirtschaftlicher Fläche.
Dazu gehören auch zwei Regenrückhaltebecken, die das gesamte Wasser des ETH Campus speichern. Dieses Wasser wird dem Holderbach gedrosselt zugeführt.

### Zuflüsse
- Rohrgraben, von rechts und Nordosten auf 517 m ü. M. in der Flur Rohr, 0,94 km lang. Entspringt in der Flur Siebenjucharten am Käferberg auf 534 m ü. M., vereinigt sich kurz später mit seinem rechten Quellbach und tangiert den Campus der ETH im Süden und Westen.[1]
- Mittelwaldbach, von links und Nordwesten auf 510 m ü. M. in der Waldflur Chappeli, 0,65 km lang. Entspringt in der Waldflur Lehmgruben in der Nähe des Holderbachs auf 524 m ü. M. und vereinigt sich kurz später mit seinem linken Quellbach, ehe er den Kappeliholzweiher durchfliesst. Führt im Unterlauf teilweise kein Wasser.[1][7]
- Hallernbach, von rechts und Südosten auf 504 m ü. M. in der Waldflur Hallern, 0,09 km lang. Entspringt auf 514 m ü. M. und durchfliesst einzig die namensgebende Waldflur Hallern. Er entwässert unterirdisch den grössten Teil des ETH Campus. Führt teilweise kein Wasser.[1][8]
- Hungerbach, von links und Nordwesten auf 467 m ü. M. am Tobelsteig, 0,78 km lang. Entspringt bei Hungerberg am Nordhang des Hönggerbergs auf 521 m ü. M. und durchquert Teile Affolterns eingedolt.[1]

## Flusshistorie
Der Holderbach wurde schon früh genutzt, so wurde 1381 der erste Müller erwähnt.
Im Jahr 1874 bewilligte der Regierungsrat des Kantons Zürich die Errichtung eines Sägewerks mit Mühle und Weiher zwischen Ober- und Unteraffoltern in der heutigen Flur Müli. Das Mühlengebäude brannte später nieder und die Bewilligung erlosch im September 1927. Der Weiher wurde danach zugeschüttet, die Sägerei blieb aber noch für einige Zeit bestehen.
Zwischen 1902 und 1912 wurde der Bach in Affoltern eingedolt. 2006 errichtete die Entsorgung + Recycling Zürich am Ausgang des Tobels einen Holzrechen mit einem Volumen von 200 m³ sowie einen Unterhaltsweg. Dabei wurden auch zwei Holzstämme liegend angebracht, um einen Laichweiher für Amphibien zu schaffen. Der weiter unten liegende Geschiebesammler wurde angepasst und das Einlaufbauwerk wurde gänzlich neu errichtet, wobei die Fläche des Rechens mehr als verdoppelt wurde. Weiterhin wurde der Bach unterhalb des Zehntenhausplatzes auf einer Länge von rund 600 Metern offengelegt. Grund für den Ausbau waren mehrere Hochwasser, die durch die kleine Kapazität des Kanalnetzes sowie dreimal durch das Verstopfen des Einlaufbauwerks durch Schwemmholz entstanden sind.
2009 wurde ein rund 110 Meter langer Abschnitt zwischen dem Zehntenhausplatz und den Bahngleisen offengelegt, was die Kapazität auf 800 l/s steigert. Jedoch fliesst bei stärkeren Regenfällen ein Teil des Wassers durch den Hochwasserentlastungskanal, der weiter unten wieder auf den Holderbach trifft. Gleichzeitig zu den Bauarbeiten wurde der offengelegte Bachlauf auch ökologisch aufgewertet.

## Geologie
Das Quellgebiet des Baches liegt auf einer Moräne der Würm-Kaltzeit, deren quartäres Lockergestein sich aus Tonen, Schluffen und Sanden zusammensetzt und hier eine Mächtigkeit von rund 16 Metern besitzt. Ein von West nach Ost verlaufender Moränenwall, der sich von der Flur Ober Giblen bis zur Flur Berg  hinzieht, verhindert den Abfluss nach Süden zur Limmat. Bei Rohr trifft er auf quartären Hanglehm, der sich hier in einer Mulde zwischen zwei Moränenwällen abgelagert hat. Den nördlichen Moränenwall durchbricht er zwischen Chappeli und Hallern, ehe er ein tief in die Moräne eingeschnittenes Tobel bildet. Der durchbrochene Moränenwall zieht sich nun entlang der linken Tobelseite, während sich rechtsufrig ein weiterer Moränenwall anschliesst, der den Bach nach Nordnordwesten lenkt.
Im Tobel ist der Holderbach auf Molasse-Sandstein gestossen, der durch tertiäre Ablagerungen der Oberen Süddwassermolassen entstand. Im mittleren Abschnitt des Tobels liegt links- und rechtsufrig Sandstein mit ausgebildeten Knauer der Hörnli- und Napfschüttung frei. Im unteren Teil des Tobels erstreckt sich entlang des linken Ufers ein grösseres Rutschgebiet und am Tobelausgang hat der Holderbach Bachschutt mit einer Mächtigkeit um die 16 Meter angehäuft.
Der Bach trifft nun in Oberaffoltern auf fluviatile Ablagerungen innerhalb des Schlieren-Stadiums, die von geringmächtigem Kies bedeckt werden. Im untersten Teil, vor der Flur Grütwisen, bestehen diese Ablagerungen vorwiegend aus Sand. Auf den letzten Metern durchfliesst der Holderbach torfigen Boden.

## Flora
Am Hönggerberg, in seinem Waldtobel, durchfliesst der Bach meist Ahorn-Eschenwald mit Bingelkraut sowie typischen Lungenkraut-Buchenwald. Im mittleren Teil des Tobels kommt typischer artenarmer Zahnwurz-Buchenwald vor.
Am Bachlauf liegen zwei Waldstandorte von naturkundlicher Bedeutung, in denen keine Holznutzung stattfindet, sondern die biologische Vielfalt im Vordergrund steht. Bei Chappeli liegt der 6,5 ha grosse Waldstandort Hönggerberg-Kappel, der sich aus seltenen und kulturbedingten Waldgesellschaften zusammensetzt, während der grösste Teil des Tobels im 7,04 ha grossen Waldstandort Tobelholz liegt.

## Bilder

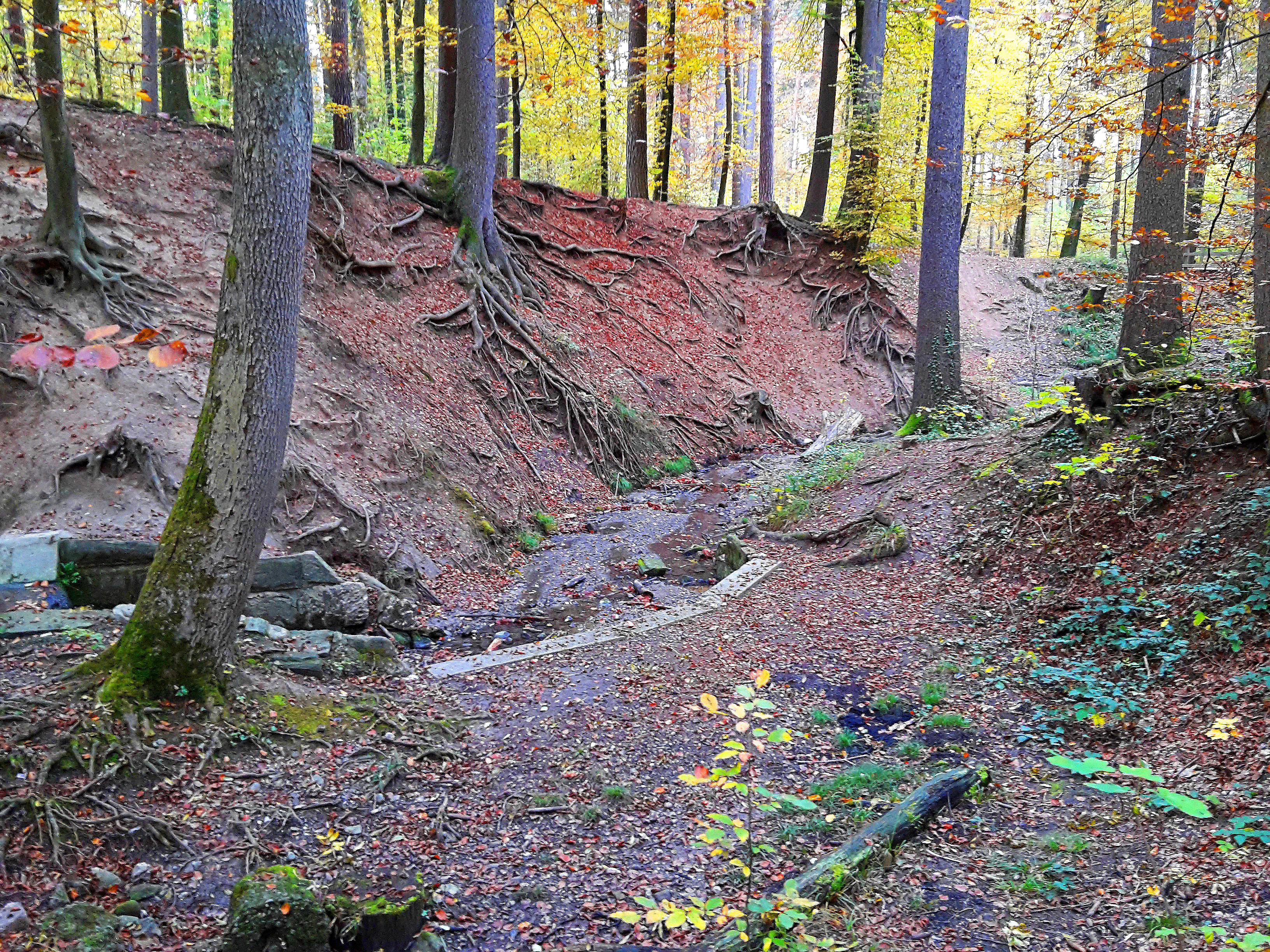
Holderbach am Anfang des Tobels kurz nach der Einmündung des Mittelwaldbachs
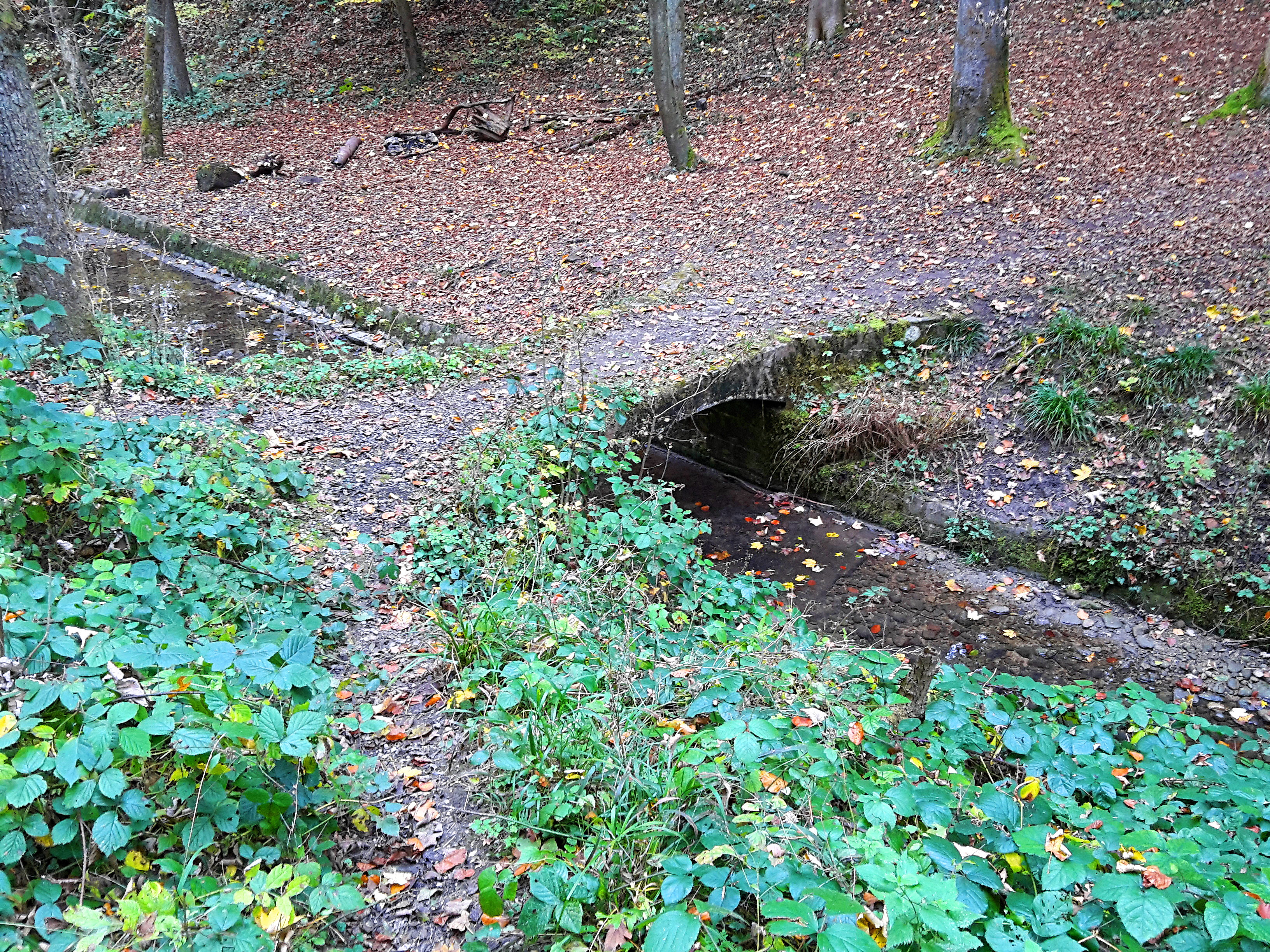
Brückchen über den Holderbach im mittleren Teil des Tobels
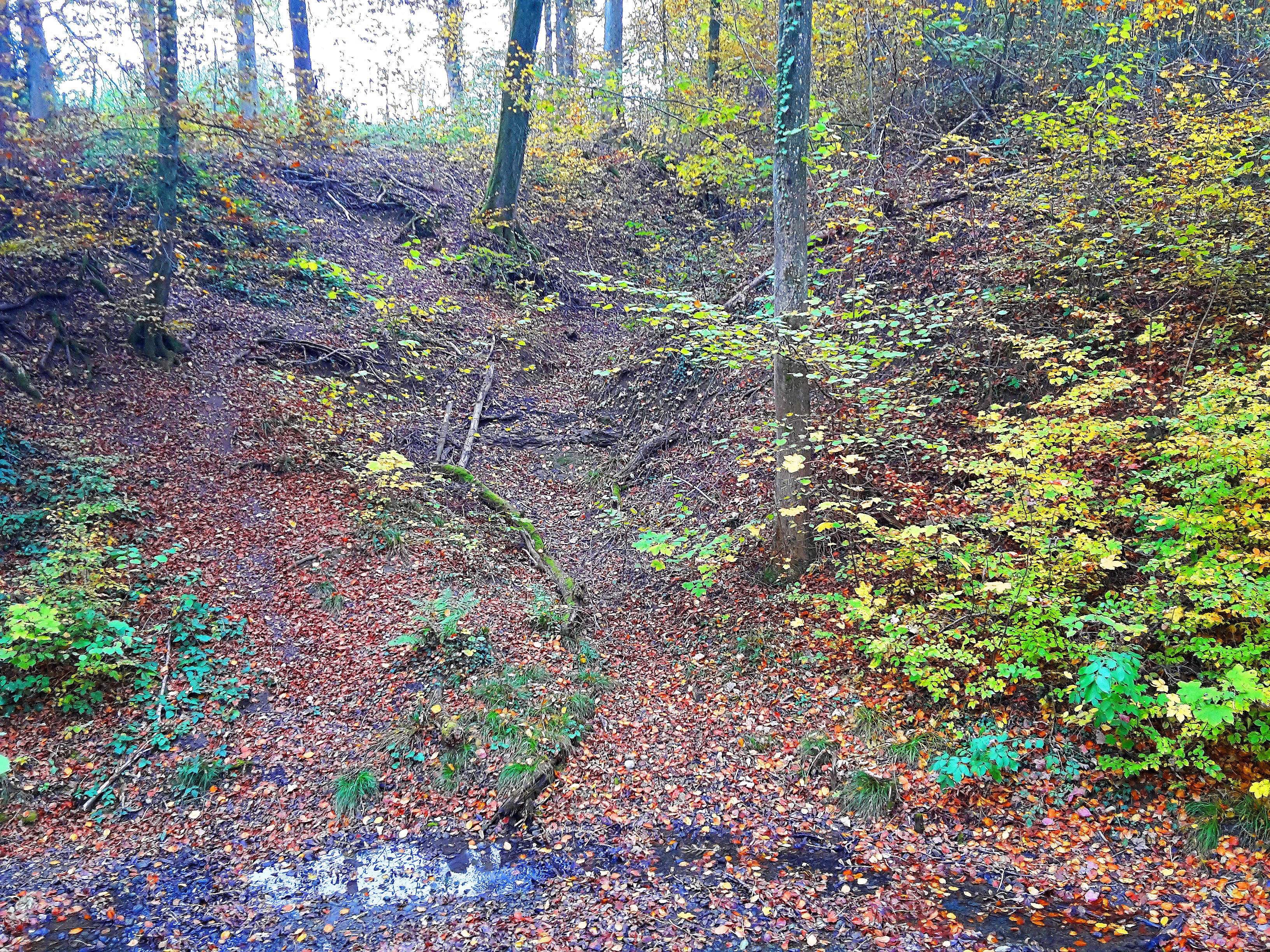
Einmündung des Hallernbachs mit trockenem Bachbett Ende Oktober
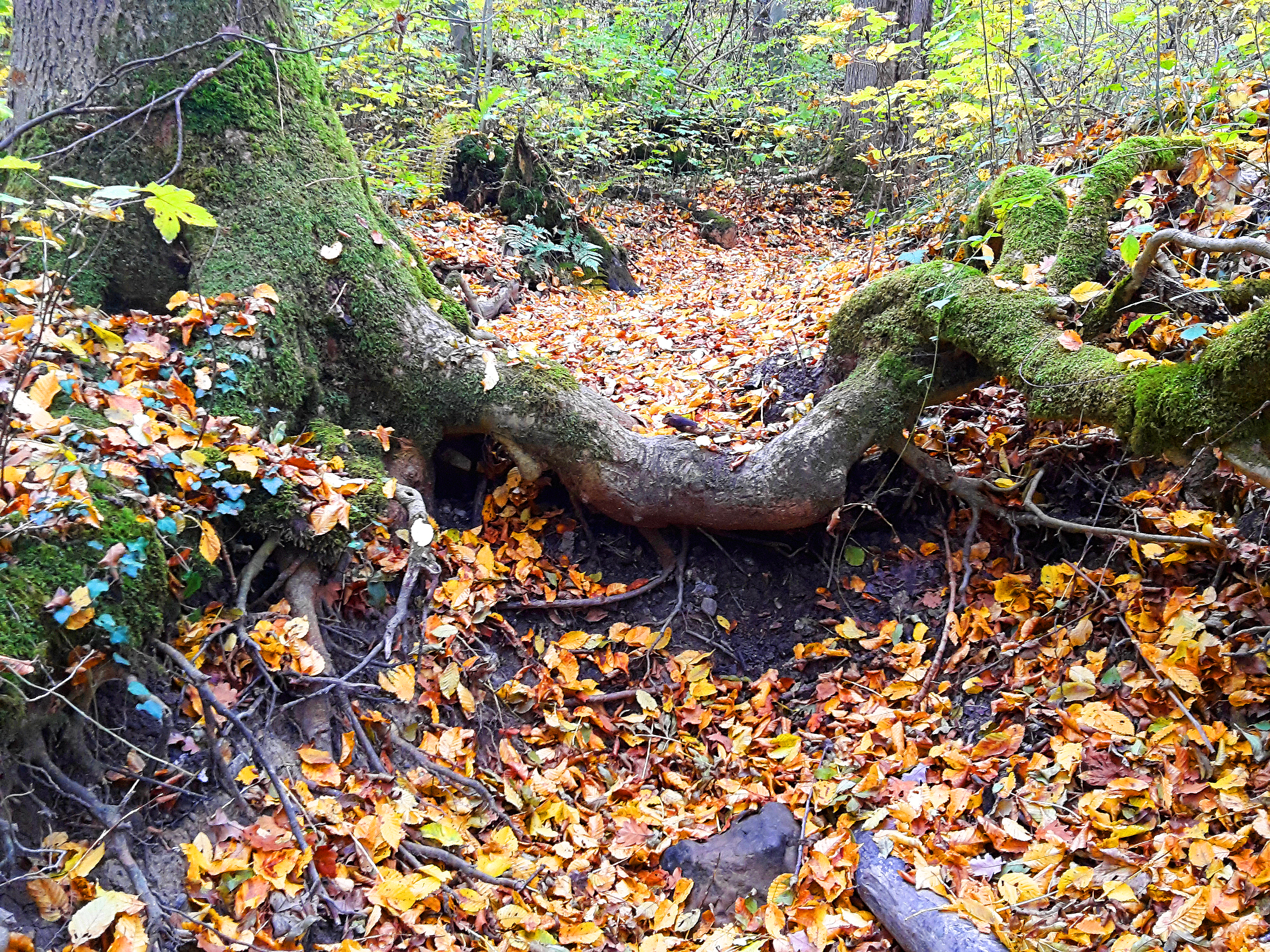
Trockenes Bachbett des Mittelwaldbachs kurz vor dessen eigentlicher Mündung